# Таскиги (Алабама)
Таскиги (енгл. Tuskegee; IPA: ) град је у америчкој савезној држави Алабама. По попису становништва из 2010. у њему је живело 9.865 становника.

## Демографија
Према попису становништва из 2010. у граду је живело 9.865 становника, што је 1.981 (16,7%) становника мање него 2000. године.
| Група             | 2000.          | 2010.         |
| Белци             | 298 (2,5%)     | 173 (1,8%)    |
| Афроамериканци    | 11.310 (95,5%) | 9.454 (95,8%) |
| Азијати           | 82 (0,7%)      | 50 (0,5%)     |
| Хиспаноамериканци | 81 (0,7%)      | 126 (1,3%)    |
| Укупно            | 11.846         | 9.865         |